# Židovský hřbitov v Litni
Židovský hřbitov v Litni se nachází asi jeden kilometr jihozápadně od obce Liteň a patří k jednomu z nejstarších ve Středočeském kraji. Byli zde pohřbíváni židé z Praskoles, Hostomic, Běštína, Všeradic, Berouna, Libomyšle, Svinař, Suchomast, Tetína, Tmaně, Koněprus a někdy také z Hořovic. Objevují se zde i jména židů vyhnaných Marií Terezií v roce 1744 z Prahy. Hřbitov je vymezen ohradní zdí, ve východní části hřbitova je pak umístěna márnice s bytem hrobníka. Nacházejí se zde dobře zachovalé barokní a klasicistní náhrobky zdobené mnohdy netradičními vzory. Od roku 1958 je hřbitov chráněn Národním památkovým ústavem.

## Historie a popis hřbitova
Židovský hřbitov v Litni byl založen roku 1680 hrabětem Kuňatou z Bubna. V písemných pramenech lze ke stejnému datu nalézt i první zmínky o židovském osídlení Litně. Nejstarší dochovaná část tohoto hřbitova se nachází hned u jeho vchodu a v centru areálu. Jeden z nejstarších náhrobků s čitelným nápisem pochází z roku 1685. Ke konci 19. stol. pak pravděpodobně dochází ke konečnému rozšíření hřbitova do stran (bráno podle západo-východní osy hřbitova). Usuzuje se tak dle typologie macevot (náhrobků) a několika dalších detailů jako je například tento –  novodobé emancipační náhrobky nejmladší části hřbitova nenavazují na původní řady ve vedlejší starší části. Z toho je zřejmé, že zde bylo pohřbíváno podle „jiných“ pravidel.
Poblíž nejstarší části hřbitova se nachází novorománská stavba sloužící jako příbytek pro hrobníka, vozovna či jako místo pro taharu (očištění mrtvých). V přízemí, kde tahara probíhala, se nachází kotel na ohřev vody a malý sklad uhlí. V minulosti byla budova připojena k elektřině. Blízko této stavby – hned u hřbitovní brány – se nachází obřadní síň z roku 1927 a dnes již nefunkční studna.

## Charakteristika a zvláštnosti náhrobků
Většina zdejších zachovaných náhrobků je tesána ze sliveckého vápence (mramoru), který se v okolí běžně vyskytuje. Nemálo macevot má na sobě zbytky prahorních lastur láčkovců. Starší náhrobky byly vyřezány ze dřeva. Poslední dřevěný náhrobek z Litně  – vznik se datuje k roku 1843 –  je ve sbírkách Židovského muzea v Praze, kde je vystaven v expozici v bývalé obřadní síni Pohřebního bratrstva. Zvláštností hřbitova jsou „křídla“ haskalových (židovské osvícenství) obelisků z druhé poloviny 17. stol., která se nacházejí po obvodu původní části hřbitova.
Nachází se zde velké množství náhrobků nesoucích jména Roubíček (Robitschek) a Epstein (obě jména se později mění na Lewi anebo Lewitus) mající významné postavení. Z rodiny Robitschekových byly vybíráni kohanim a levijim byli rekrutováni z rodiny Epsteinových.
Katalogizací epitafů ze zdejších náhrobků se zabývá projekt Kešet (chewra.com), na jeho stránkách se nachází hned několik příspěvků na toto téma.  

## Jazyk a skladba epitafů
Nápisy na náhrobcích jsou velice kultivované, čím je náhrobek mladší, tím je text na něm vytesaný bohatší. Myšlenkové pozadí a forma nápisů je natolik nádherná, že se jí věnuje několik příspěvků na webu chewra.com.

## Symbolika
Funerální symbolika používaná v areálu liteňského židovského hřbitova je tradiční, nechybí zde symboly kohanim a levijim či motivy květin a růžice. Výjimkou jsou starší macevot, jejichž epitaf zdobí lidový kamenický rukopis, a též dekor patřící výše zmíněným vyhnancům z Prahy – ptáče, rostlinné motivy a také precizně vyvedené motivy sloupů. V nejstarší části hřbitova je pak na náhrobcích ze slivence použito reliéfní písmo. Tyto macevot patří největším mecenášům hřbitova a mužům ducha.

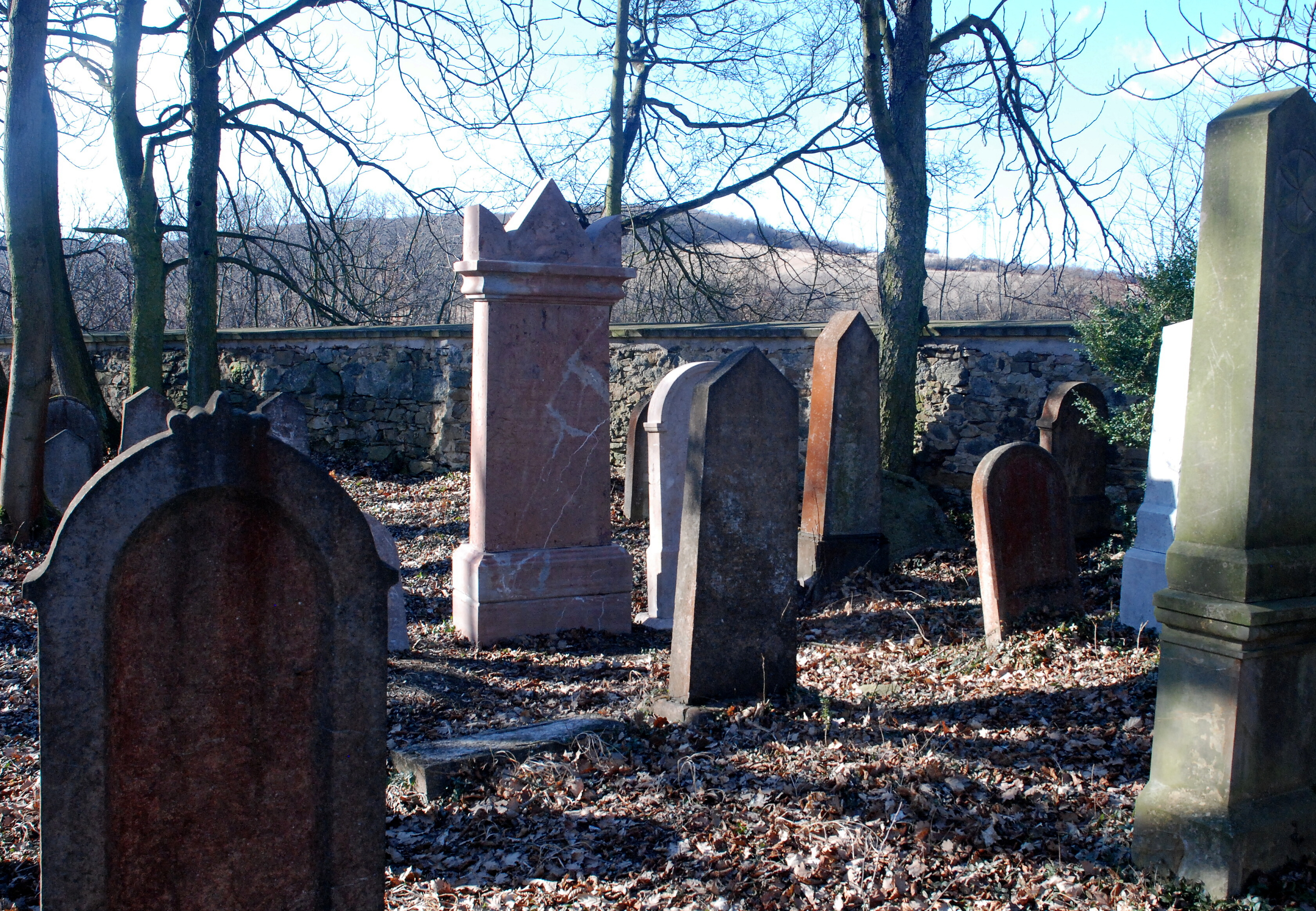
Náhrobky na liteňském hřbitově
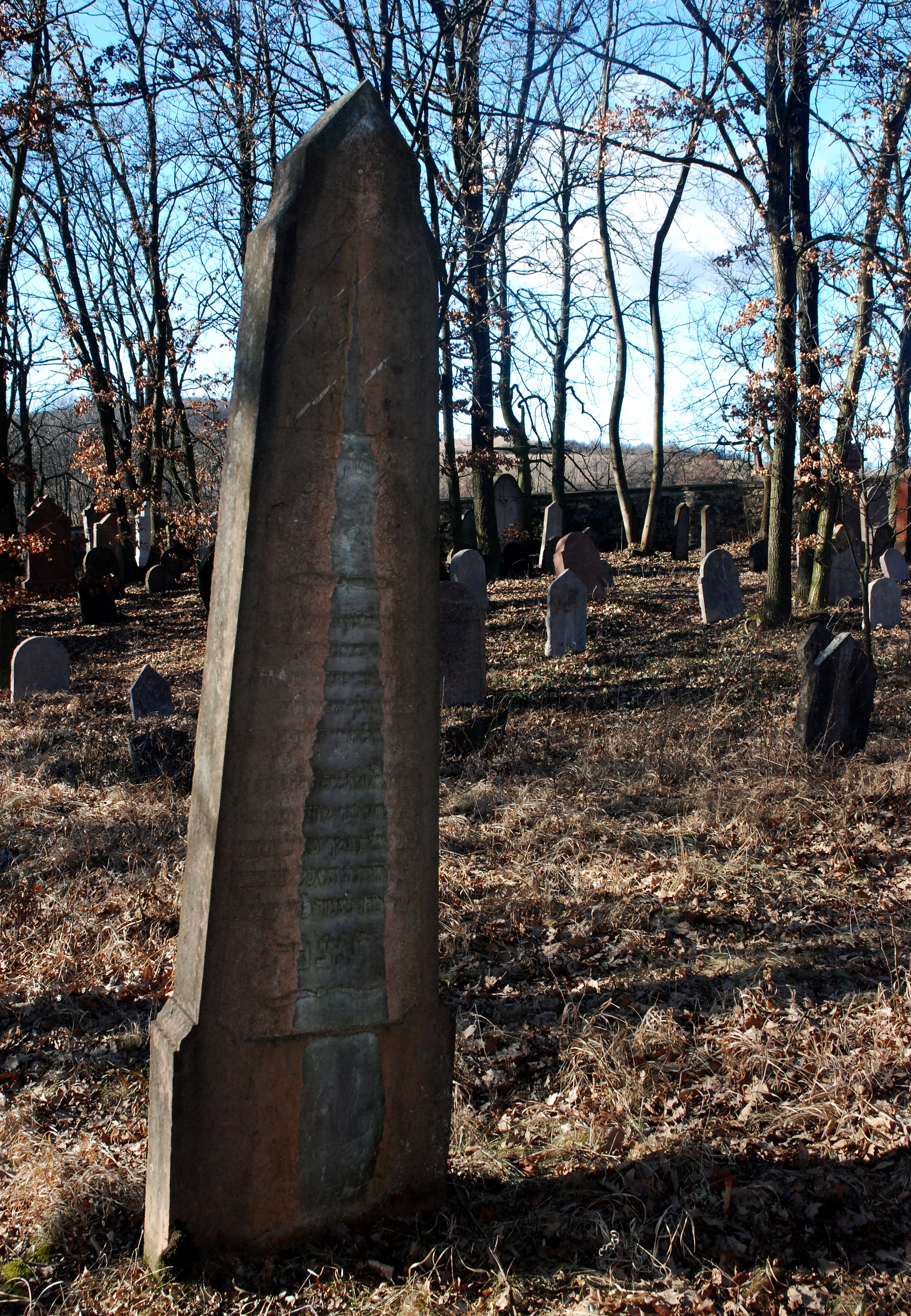
Jeden z liteškých náhrobků
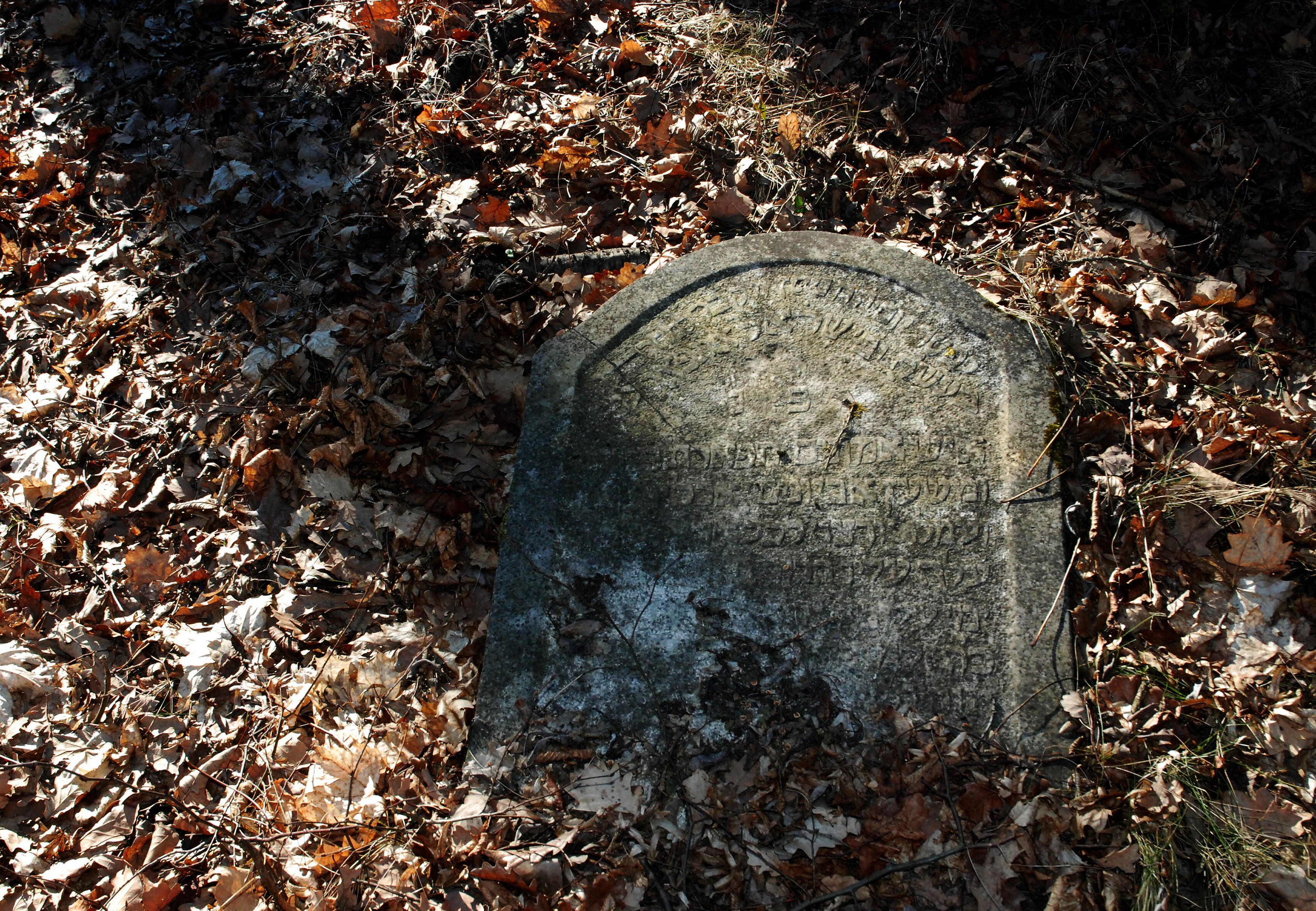
Starší náhrobek na židovském hřbitově v Litni
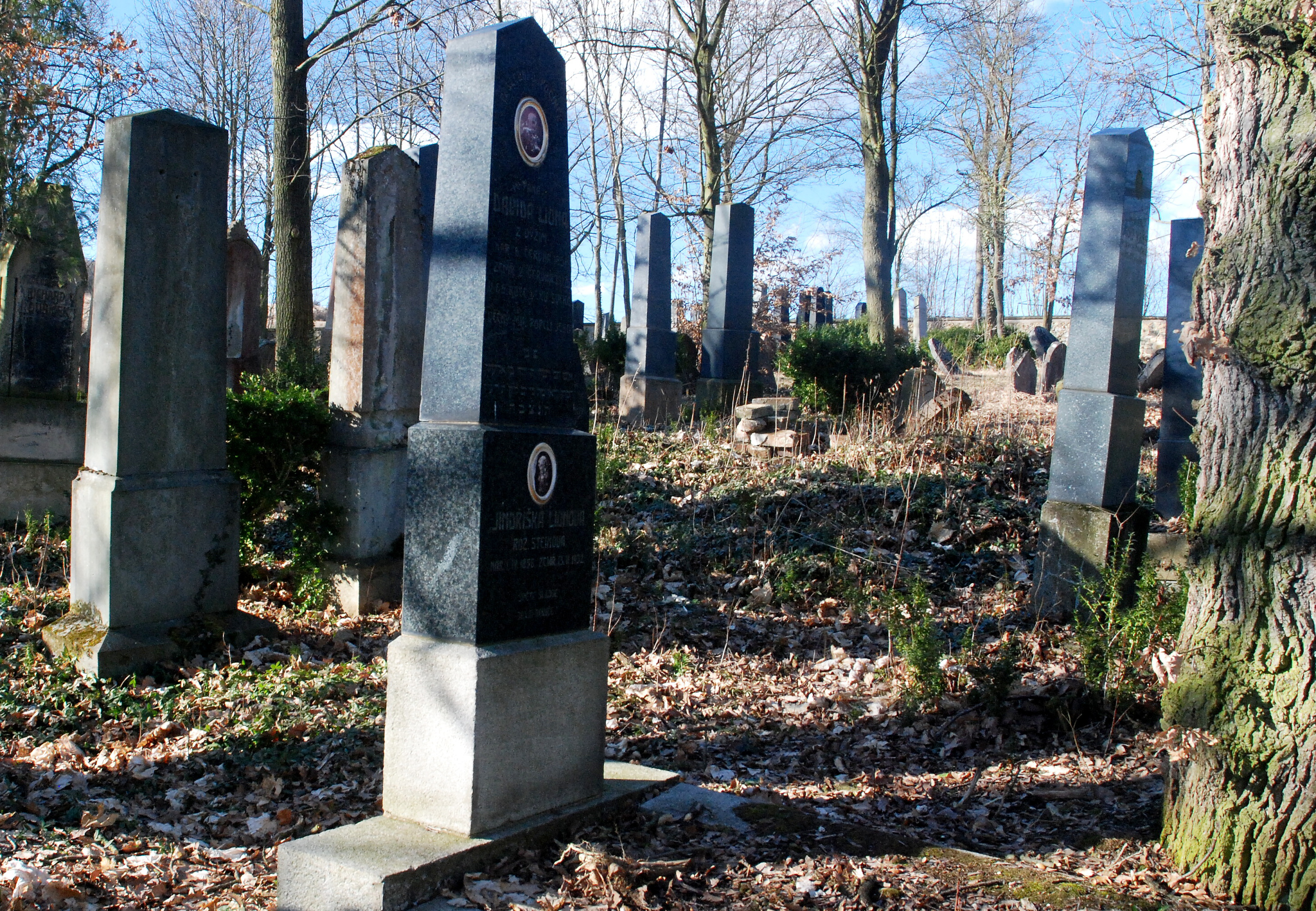
Náhrobek pocházející z první poloviny 20. století
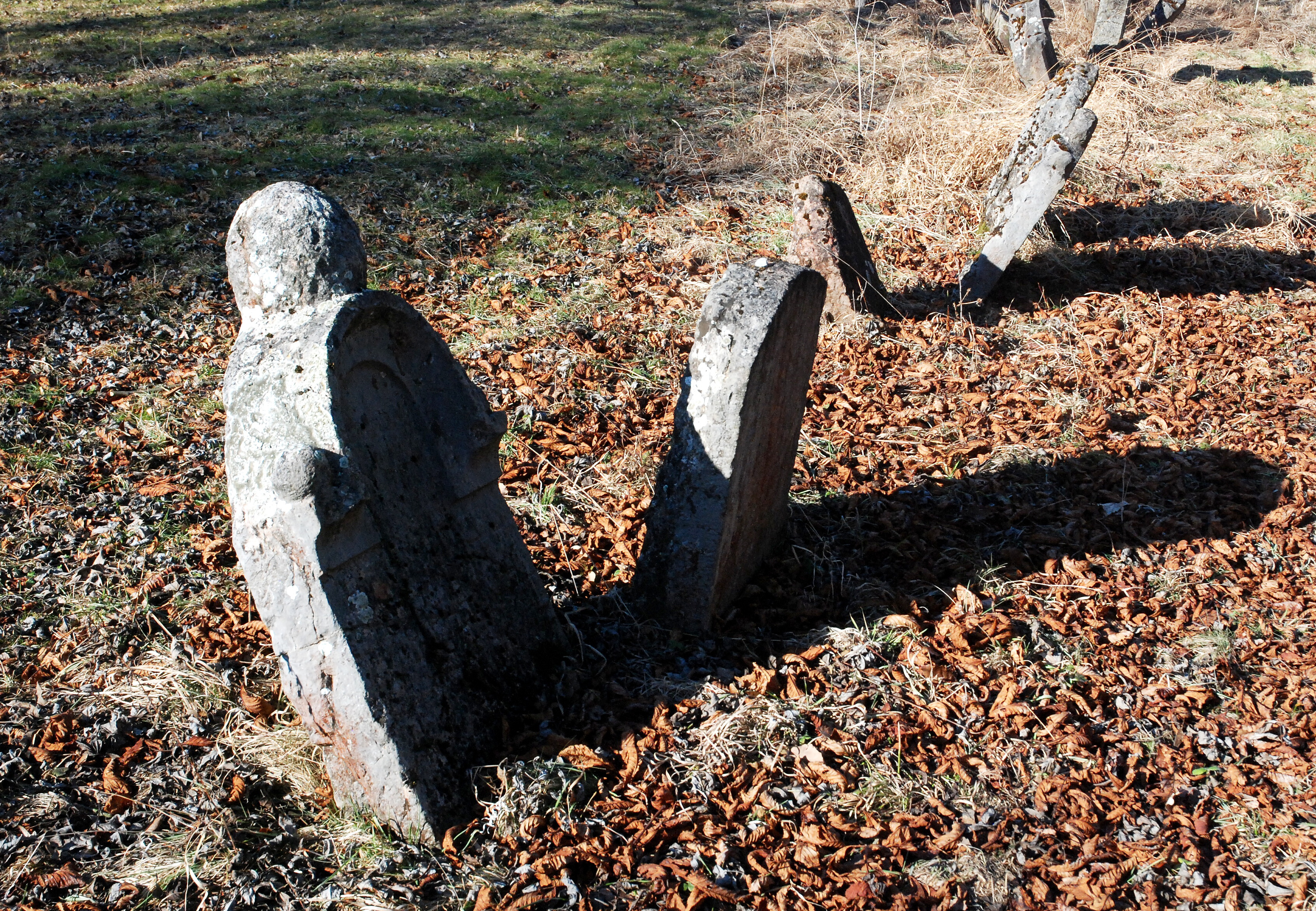
Jedny z nejstarších náhrobků na liteňkém hřbitově
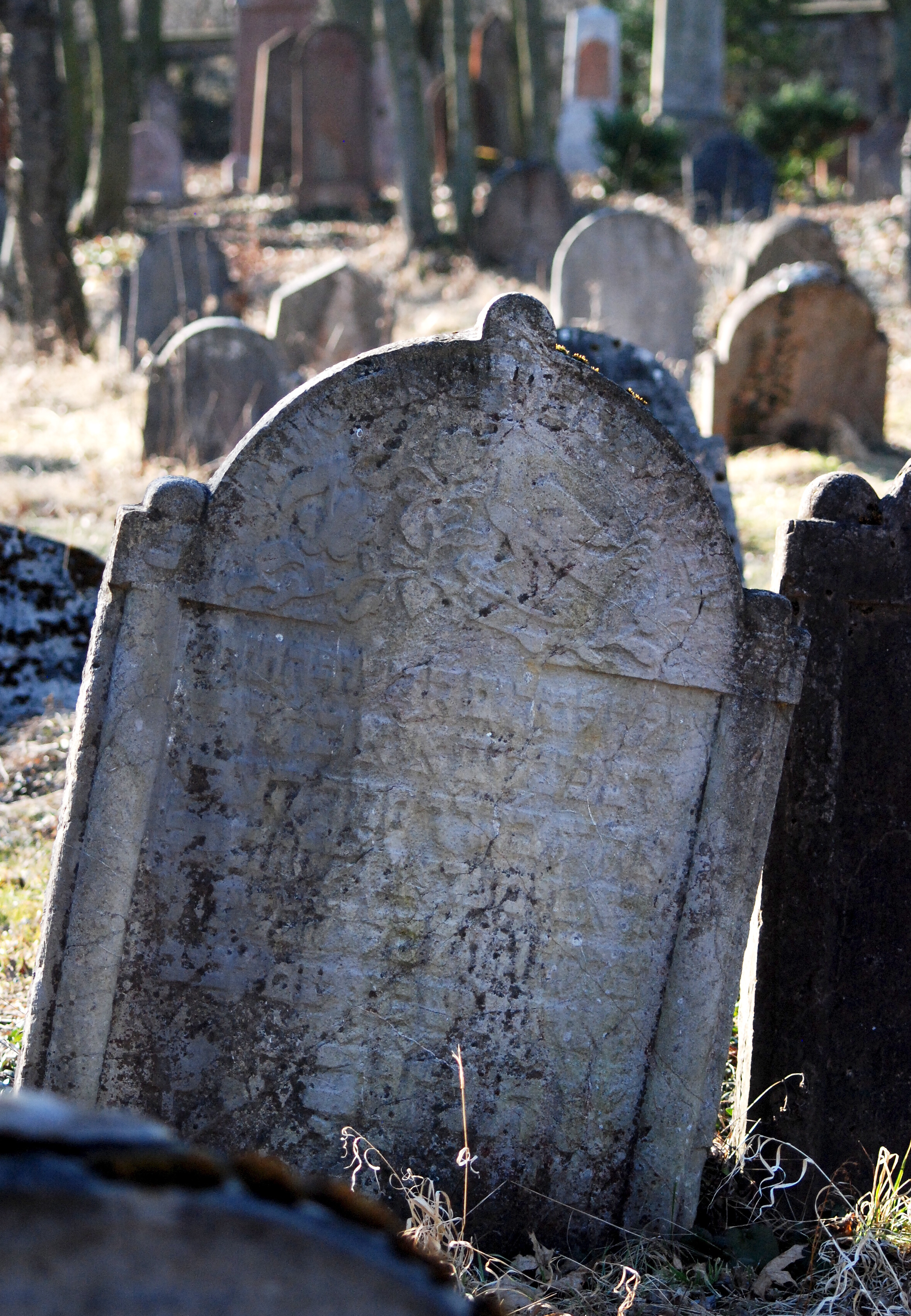
Detail náhrobku patřící jednomu z židů, který do Litně přišel po vyhnání Marií Terezií z Prahy roku 1744
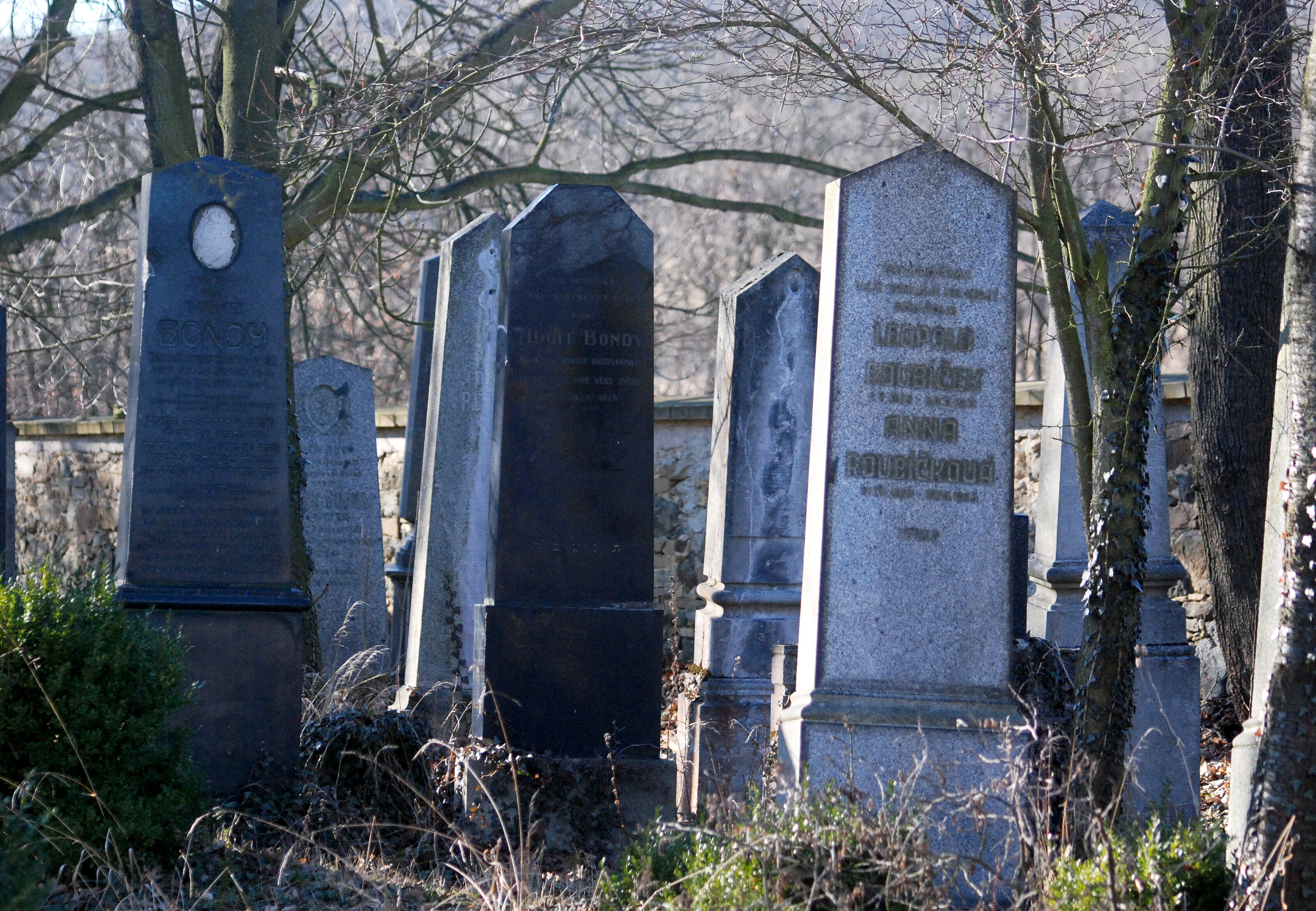
Skupina modernějších náhrobků na židovském hřbitově v Litni

## Současnost

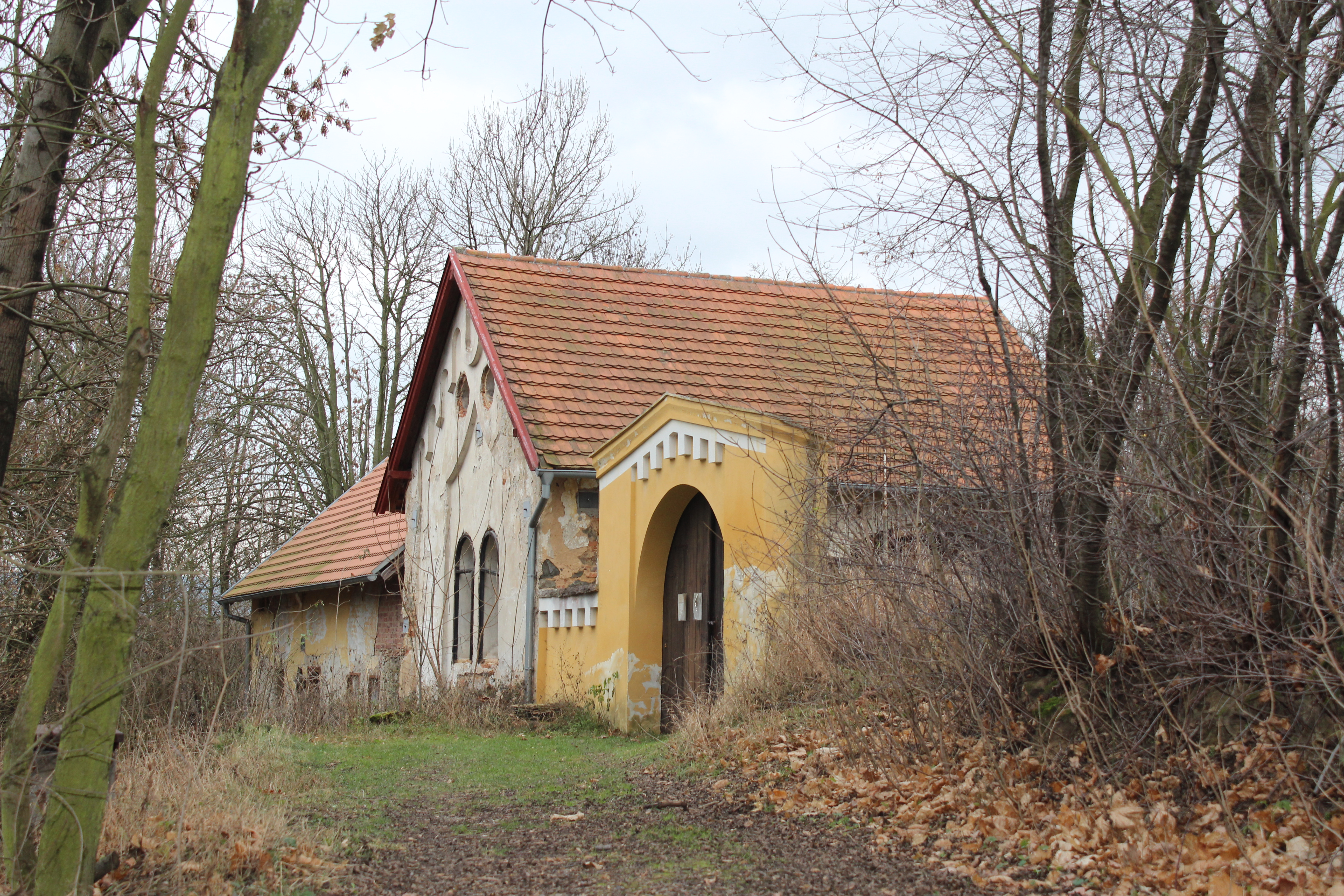
Židovský hřbitov v Litni

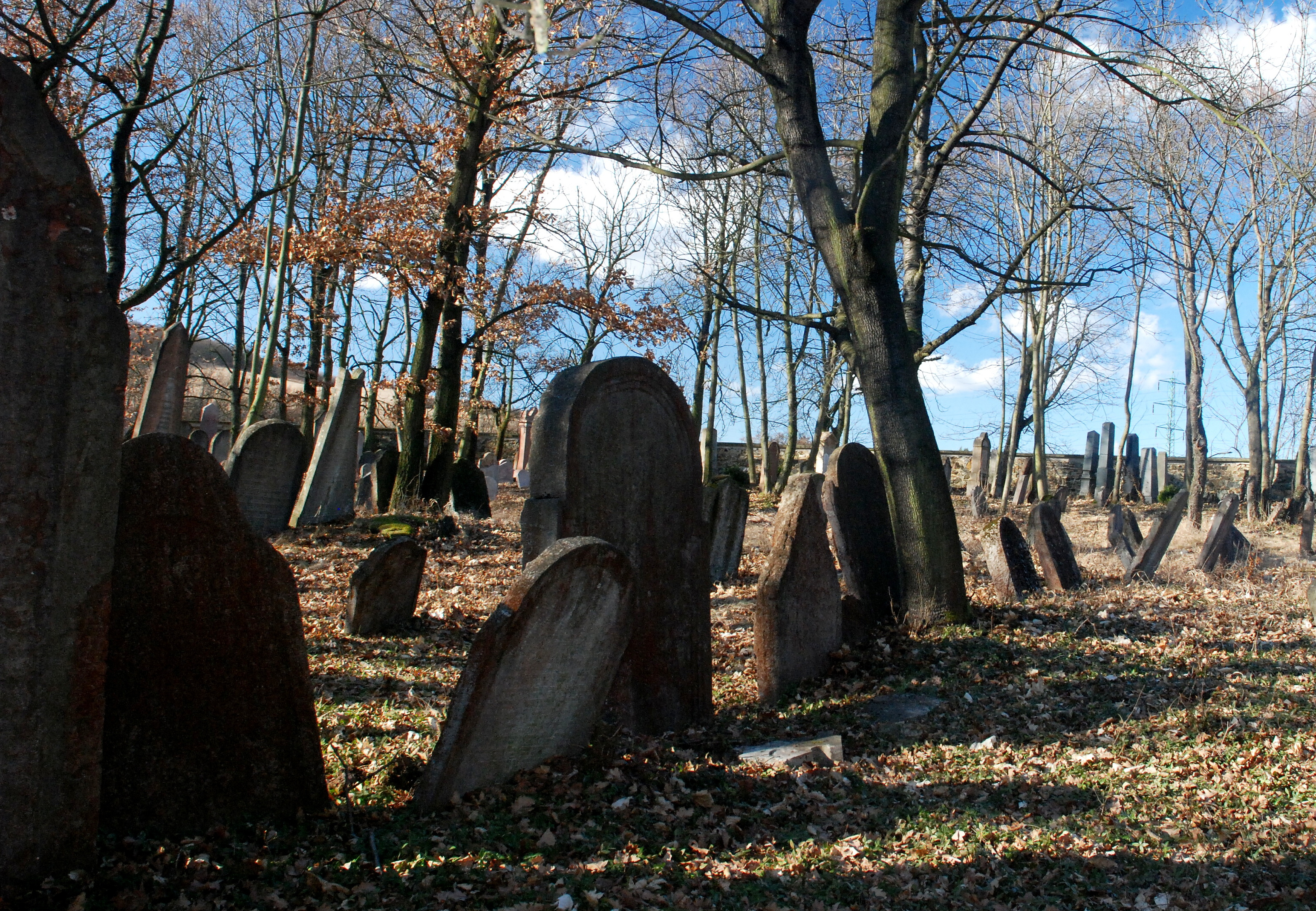
Židovský hřbitov Liteň

Dne 3. května 1958 byl liteňský židovský hřbitov zapsán mezi národní kulturní památky. Mezi lety 2005–2013 proběhla oprava střechy bývalé obřadní místnosti, ta však nezajistila úplné zastavení chátrání budovy, která je dnes v zoufalém stavu. 